# Luigj Bumçi
Luigj Bumçi (ou Louis Boumtchi né à Shkodra le 6 novembre 1872 et mort le 1er mars 1945, est un évêque de l'Église catholique romaine et diplomate albanais.

## Biographie
Luigj Bumçi nait à Shkodra le 6 novembre 1872. Il suit l'enseignement primaire à l'école des Jésuites à Shkodra, et ensuite au Collège Saverian de Shkodra, où il s'oriente vers la philosophie et la théologie, dans la perspective de devenir prêtre. 
Il se distingue par une grande intelligence qui le place d'emblée en tête des activités variées organisées par le Collège Papal de Shkodra. Il se distingue aussi par son humour fin - et dans le concours de la satire, écrit l'évêque Zef Simoni dans son livre "Portraits du clergé catholique" - il a pour seul rival le père Gjergj Fishta. Il fit ses études supérieures en Italie, où il est ordonné prêtre. De retour en Albanie, il commence son activité patriotique et sa lutte contre le joug de l'occupation ottomane. Il est l'instigateur du soulèvement de Malsia e Madhe (Shkodër) contre l'occupant turc. 
Nommé évêque de Lezhë (it) le 11 septembre 1911 par le pape Pie X il s'installe à Kallmet, où il fait construire une église pour les fidèles.
En 1919, il préside[réf. nécessaire] la délégation du gouvernement albanais à la Conférence de paix de Paris, où il tient un discours de grande renommée. Selon un accord confidentiel intervenu en juillet 1919 entre le ministre grec Elefthérios Venizélos et le ministre des affaires étrangères italien Tommaso Tittoni, contre-signé par les représentants de la France, de la Grande-Bretagne et de la Russie, les villes albanaises de Korçë et Gjirokastër risquaient d'être séparées des terres albanaises, attaquées par la Grèce et sous administration française pour neutraliser l'occupation grecque. La délégation albanaise défend l'unité de l'Albanie devant la Conférence, et face à cet accord confidentiel, Monseigneur Luigj Bumçi et le père Gjergj Fishta demandent au Pape Benoît XV une audience urgente. Le pape qui les reçoit aussitôt, intervient auprès de la Société des Nations pour défendre les droits de l'Albanie sur ces deux villes. L'accord Tittoni-Vénizelos fut finalement dénoncé en 1920 par l'Italie, et les deux villes définitivement attribuées à l'Albanie à la fin de l'année. 
Début 1920, il participe au Congrès de Lushnje qui le désigne comme un des quatre membres du Haut Conseil de l'Albanie. Le 1er septembre 1943, Luigj Bumçi est nommé évêque titulaire de Cantanus (de).
Personnalité très pragmatique, il laisse à l'histoire de l'Albanie les villes de Korçë et de Gjirokastër. Il meurt en 1945 alors que plane sur l'Albanie l'augure de la terreur communiste.